# Быченский, Филипп Тимофеевич
Быченский Филипп Тимофеевич (1760—1829) — вице-адмирал Российского императорского флота.

## Биография
Родился в 1760 году  — старший сын Тимофея Филипповича Быченского и его супруги Ирины Алексеевны, урожденной Норовлёвой.
С 9 февраля 1777 года был зачислен в Морской кадетский корпус; 1 мая 1782 года, после окончания обучения, был произведен в чин мичмана и в 1782—1784 годах в составе эскадры под командованием адмирала В. Я. Чичагова совершил переход в Ливорно и обратно. В 1785 году произведен в чин лейтенанта. Во время русско-шведской войны на бомбардирском корабле «Победитель» участвовал в Гогландском сражении, а после сражения, командуя транспортным кораблем «Смелый» отвозил раненых в Кронштадт. В компанию 1789 года на том же бомбардирском корабле «Победитель» участвовал в Эландском сражении, после чего отличился в бою у Поркалауда и при овладении Барезундским проходом. В компанию 1790 года участвовал в Ревельском сражении и за отличие был произведён в чин капитан-лейтенанта.
В 1798—1800 годах командуя фрегатом «Рига» участвовал в экспедиции в Голландию и за отличие при высадке десанта был награждён орденом Св. Анны 3-й степени на шпагу.
В 1801—1807 годах находился при Кронштадтском порту и 26 ноября 1802 года был награждён орденом Св. Георгия IV-й степени, а 21 июня 1805 года — орденом Св. Анны 2-й степени с пожалованием в 1807 году алмазных знаков к этому ордену. В компанию 1807 года командовал 130-пушечным кораблем «Благодать» в составе эскадры под командованием адмирала П. И. Ханыкова; 28 мая 1808 года произведён в чин капитан-командора.
В 1809 году был переведён в Черноморский флот с назначением капитаном Херсонского порта и 20 января 1816 года произведён в чин контр-адмирала с назначением флотским начальником в Севастополе. В 1818 году награждён орденом Св. Анны 1-й степени и 6 декабря 1826 года был произведён в чин вице-адмирала.
На пожертвования Быченского в 1822 годы был возведен Храм Всех Святых в Севастополе, где он после своей смерти 10 (22) марта 1829 года и был похоронен.
Жертвователь странноприимного дома основанного А. Тарановым-Белозёровым в Симферополе.

## Семья
Был женат на дочери А. А. Юрковского Екатерине Анастасьевне. Их дети: Александр, Алексей, Елизавета, Александра.